# HMFモデル
ハミルトニアン平均場モデルまたはHMFモデル (英: Hamiltonian Mean Field model, HMF model) とは、物理学において多体系の研究に用いられる模型のひとつである。重力多体系を単純化した模型として宇宙物理学の観点から、また長距離相互作用のある系として統計力学の観点から研究されてきた。1次元系であるにもかかわらず相転移が起こるほか、violent relaxation、長期的に持続する metaequilibrium state、ゆっくりとした衝突緩和といった長距離相互作用系の興味深い性質を備えている。

## 定義
HMF モデルは1次元 {\displaystyle N} 粒子系のモデルであり、{\displaystyle \theta _{i}}, {\displaystyle p_{i}} をそれぞれ {\displaystyle i} 番目の粒子の座標および運動量として、HMF モデルのハミルトニアンは
{\displaystyle H=\sum _{i=1}^{N}{\frac {p_{i}^{2}}{2}}+{\frac {J}{2N}}\sum _{i,j=1}^{N}\left[1-\cos(\theta _{i}-\theta _{j})\right]}
により与えられる。ただし座標 {\displaystyle \theta _{i}} は {\displaystyle \theta _{i}+2\pi } と {\displaystyle \theta _{i}} を同一視する。相互作用は {\displaystyle J>0} のとき引力（強磁性）、{\displaystyle J<0} のとき斥力（反強磁性）である。ただし反強磁性モデルは一様な状態がすべてのエネルギーで安定であり相転移が起きないため、以下では強磁性モデル ({\displaystyle J>0}) について記述する。
しばしば秩序変数として1粒子あたりの磁化
{\displaystyle M_{x}={\frac {1}{N}}\sum _{i=1}^{N}\cos \theta _{i},\ \ M_{y}={\frac {1}{N}}\sum _{i=1}^{N}\sin \theta _{i}}
が導入される。これを用いると HMF モデルのハミルトニアンは
{\displaystyle H=\sum _{i=1}^{N}{\frac {p_{i}^{2}}{2}}+{\frac {NJ}{2}}(1-M^{2})}
とも表せる。

## 他の系との関係
統計力学において研究されるXY模型は、各格子点のスピンが2次元の単位ベクトル {\displaystyle s=(\cos \theta _{i},\sin \theta _{i})} により表される模型であり、そのハミルトニアンは
{\displaystyle H=-J\sum _{\langle i,j\rangle }\cos(\theta _{i}-\theta _{j})}
により与えられる。ここに {\displaystyle \langle i,j\rangle } は最近接格子の組に関する和であり、XY 模型では各スピンは最近接格子（1次元ならば隣接する2点）のスピンとのみ相互作用する。HMF モデルはその逆に各スピンが他のすべてのスピンと同じ強さで相互作用する（平均場近似）ものである。
HMF モデルは1次元重力多体系において重力ポテンシャルのフーリエ級数表示を最低次で打ち切ったものに一致する。すなわち、{\displaystyle N} 個の粒子の座標を {\displaystyle \theta _{i}} とするとき、その系の重力ポテンシャル {\displaystyle \psi } はポアソン方程式
{\displaystyle \nabla ^{2}\psi (\theta )={\frac {k}{2}}\sum _{i=1}^{N}\left[\delta (\theta -\theta _{i})-{\frac {1}{2\pi }}\right]}
により定まる（{\displaystyle k} は定数、{\displaystyle \delta (x)} はディラックのデルタ関数）。その解をフーリエ級数の形
{\displaystyle \psi (\theta )={\frac {k}{2}}\sum _{i=1}^{N}\sum _{n=1}^{\infty }{\frac {1-\cos n(\theta -\theta _{i})}{\pi n^{2}}}}
に表示するとき、最低次の {\displaystyle n=1} の項のみを残す近似が HMF モデルである。{\displaystyle \theta _{i}=\theta _{j}} での特異性を持たず系のサイズが有限であるため、HMF モデルは重力多体系特有の困難のないごく単純化した模型とみなすことができる。

## 熱力学的性質
熱力学極限（粒子数 {\displaystyle N\to \infty } の極限）で系の統計分布は一体分布関数で記述できるようになる。この1体分布関数は、粒子密度
{\displaystyle \rho =Ae^{\beta \cos \theta }}
（{\displaystyle A}, {\displaystyle B} は定数）を導き、{\displaystyle B=0} ならば粒子は一様に分布し、{\displaystyle B\neq 0} ならばクラスターを形成する。定数 {\displaystyle B} はセルフコンシステント条件
{\displaystyle B={\frac {J}{2}}{\frac {I_{1}(\beta B)}{I_{0}(\beta B)}}}
（{\displaystyle I_{n}} は修正ベッセル関数）を満足し、これが非自明解 {\displaystyle B\neq 0} を持つ条件が
{\displaystyle T<T_{c}:={\frac {J}{2}}}
と求まる。すなわち、温度 {\displaystyle T_{c}} より低温のときにのみ熱平衡状態としてクラスター状態が可能である。そして熱力学的安定性の要求から、低温側ではクラスター状態が安定であり、一方高温側では一様状態が安定であることが結論される。この転移は2次相転移である。
あるいは、この結果は以下の統計力学的な考察に基づいて導出することもできる。一般に長距離相互作用する系ではミクロカノニカルアンサンブルとカノニカルアンサンブルが等価ではなく異なる結果を導く可能性があるが、HMF モデルの場合には両者は等価である。その1粒子あたりの自由エネルギー {\displaystyle \phi (\beta )} ({\displaystyle \beta } は逆温度) は、極限 {\displaystyle N\to \infty } に対して
{\displaystyle \phi (\beta )={\frac {\beta }{2}}-{\frac {1}{2}}\ln 2\pi +{\frac {1}{2}}\ln \beta +\inf _{x\geq 0}\left[{\frac {\beta x^{2}}{2}}-\ln I_{0}(\beta x)\right]}
と求まる（適当な規格化を施した）。自由エネルギーの極値条件として方程式
{\displaystyle x={\frac {I_{1}(x)}{I_{0}(x)}}}
が非自明解を持つか、という条件が得られ、上の考察が再現される。短距離相互作用する1次元系では自発的対称性の破れによる相転移が起きないことが保証されており（マーミン・ワグナーの定理）、この結果は HMF モデルの熱力学的性質において長距離相互作用が本質的であることを示している。

## 歴史
HMF モデルの原型となるモデルは1992年に小西哲郎と金子邦彦によって導入された。彼らは非線型力学（カオス理論）の観点からこの模型に興味を持ち、ある離散的なシンプレクティック写像の反復により粒子群がクラスターを形成し有限時間の後にクラスターが散開することを観察した。1993年に稲垣省五と小西はその連続時間における対応物について運動論的方程式を用いて研究したが、これが現在 HMF モデルとして知られているものである。また稲垣と小西はこのモデルにおけるクラスターの形成過程は自己重力系のジーンズ不安定性に相当する不安定性によるものであると指摘した。続く論文で稲垣は HMF モデルの熱平衡状態の熱力学的安定性を論じ、1996年には運動学的方程式を用いて HMF モデルのボルツマンエントロピーが減少しないことを示した。なお稲垣はこの模型を modified Konishi-Kaneko model と呼称している。同時期に Christophe Pichon とドナルド・リンデン＝ベルは棒渦巻銀河におけるバー構造の観点から同じ模型について調べていた。
1995年に Antoni & Ruffo は強磁性体の統計力学の文脈で、XY模型の平均場長距離相互作用の極限に相当するモデルについて研究し、それを Hamiltonian mean-field X-Y model と命名した。またその論文の中でこの模型が稲垣、小西らによって既に調べられていたものと同じものであると指摘している。Dauxios らは2002年に HMF モデルの相転移の性質についてより詳しく調べている。なお結合定数が {\displaystyle 1/N} に比例してスケールするのではない場合、熱力学極限でエネルギーの示量性が成立せず熱力学的振る舞いが異なるが、この場合の HMF モデルの熱力学については Tamarit & Anteneodo (2000), Toral (2004) らによって調べられた。その他に HMF モデルの quasi-stationary state (QSS) の性質、リンデン＝ベル統計の応用、対応する量子多体系の性質といった研究が行われている。